# Svatý Malchus
Svatý Malchus (? 300 - ? 370) byl zbožný syrský mnich. Životopis svatého Malcha sepsal svatý Jeroným. Svátek má 20. října, podle jiných pramenů 28. března.

## Život
Narodil se v Sýrii na počátku 4. století a jako mladík vstoupil do kláštera. Když mu zemřel otec, chtěl se vrátit domů, aby se ujal rodinného majetku. Opat kláštera tento úmysl neschvaloval. Podle legendy prohlásil, že se chová jako pes, který požírá co vyvrhl. Nicméně Malcha propustil. Aby se dostal do vlasti, připojil se ke karavaně, ale cestou je přepadli Saracéni a prodali Malcha do otroctví. Pán, který ho koupil, donutil Malcha, aby si vzal za ženu jednu z otrokyň. Vzali se, ale vzájemně si slíbili, že budou spolu žít v úplné zdrženlivosti. Nakonec se jim podařilo uprchnout. Svatý Malchus se již nedomáhal svého dědictví, ale zbytek života strávil v klášteře. Zemřel kolem roku 370.